# Frans de Wollant

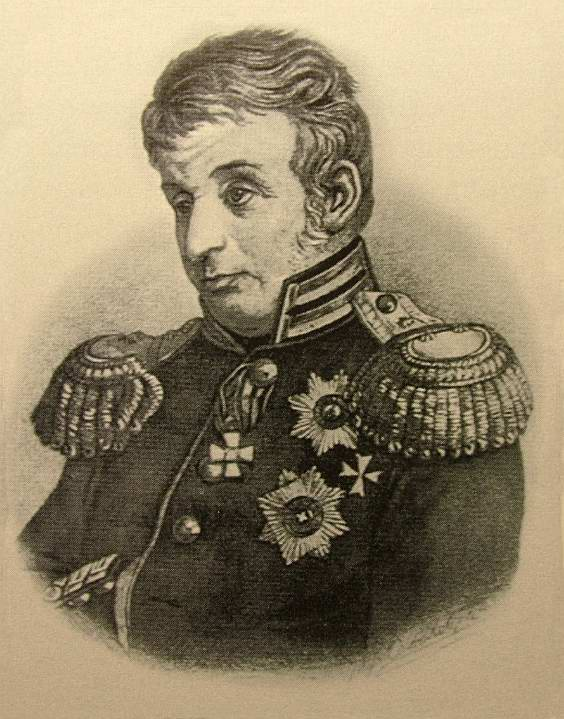
Portretgravure

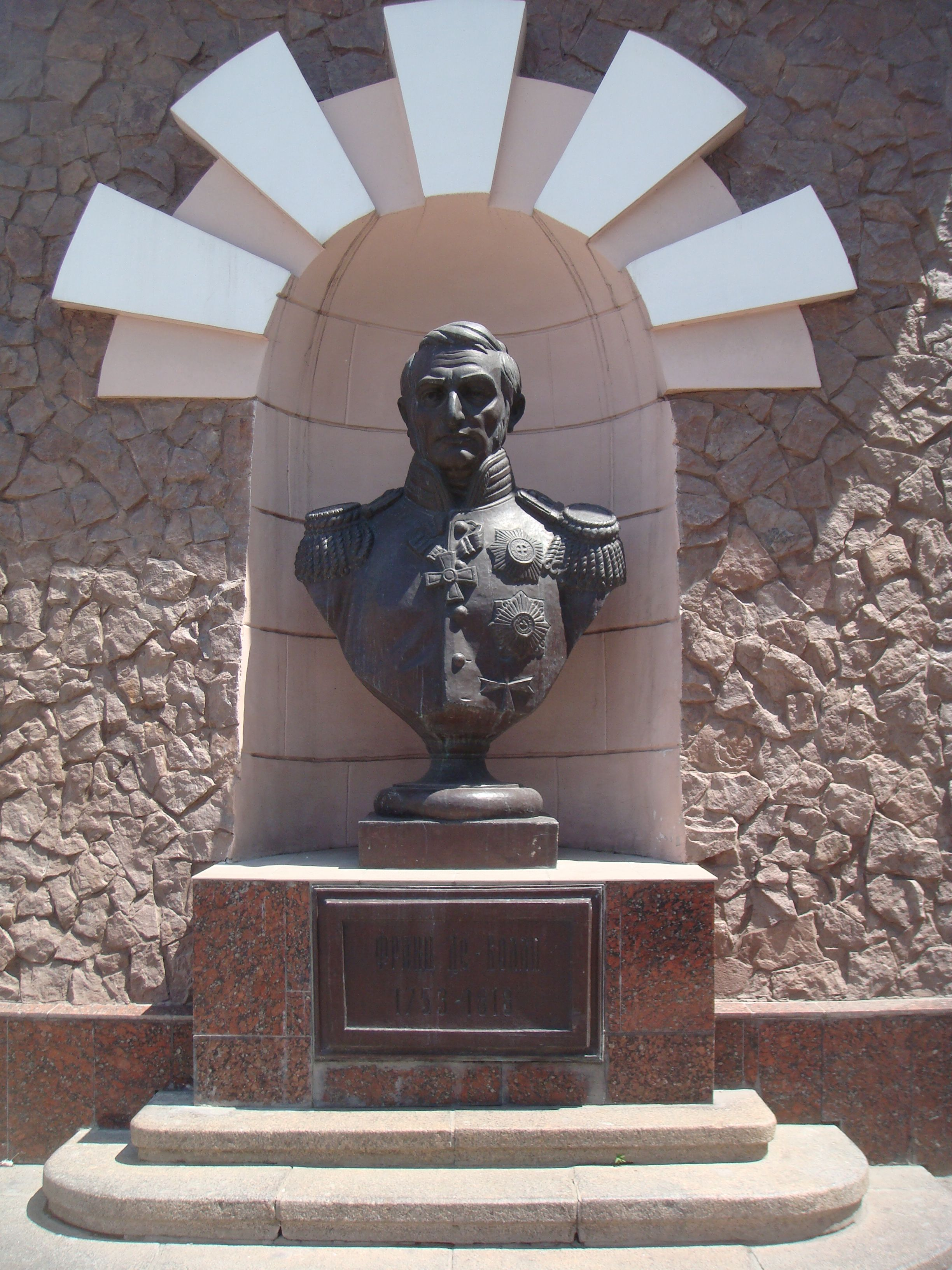
Monument in Odessa

Frans de Wollant (Frans: François Paul de Wollant, Russisch: Франц Павлович де Воллан) (Antwerpen, 20 september 1752 – Sint-Petersburg, 30 november 1818) was een Nederlands militair, ingenieur en cartograaf. In Russische dienst voerde hij grote vesting-, steden- en waterbouwkundige werken uit rond de Zwarte Zee. 

## Leven
De vader van De Wollant was een Nederlandse luitenant-kolonel in het staatse leger. De zoon werd vanaf zijn negende in
Duitsland opgevoed door de ouders van zijn moeder. Hij werd militair ingenieur en cartograaf, en deed tijdens zijn diensttijd in Oost-Indië ervaring op met vestingbouw. Vanaf 1773 bracht hij met luitenant-ingenieur Van Hooff de IJssel en de bovenloop van Rijn en Waal in kaart. Omstreeks 1779-1784 verbleef hij in Nederlands-Guyana, waar hij een fortificatieplan opstelde. Bij zijn terugkeer maakte hij een atlas van Overijssel en Gelderland.
In 1787 trad De Wollant als majoor in dienst van het leger van de Russische tsarin Catharina de Grote. Hij vocht tegen de Zweden en nam onder Potjomkin verschillende steden in op de Ottomanen. Als eerste ingenieur bij het zuidelijke leger was hij een naaste medewerker van generaal Aleksandr Soevorov. Hij werd bevorderd tot luitenant-kolonel (1792), kolonel (1794) en generaal-majoor (1796). In de veroverde gebieden bij de Zwarte Zee bouwde De Wollant vestingen en havens. Hij ontwierp de haven van Sebastopol, de nieuwe steden Tiraspol en Novotsjerkassk en met José de Ribas bouwde hij de Ottomaanse garnizoenstad Khadjibey om tot de vestingstad Odessa. Vanaf 1795 maakte hij plannen voor de kanalisering van de Dnjepr, waarvan alleen een sluis bij Nenassytetski werd gerealiseerd tegen 1810.
Na de dood van tsarin Catharina in 1796 kregen zijn vooruitzichten een knauw en besloot hij in Oostenrijkse dienst te treden. Nauwelijks aangekomen in Wenen, werd hij opgezocht door de Russische ambassadeur op aandringen van Jacob von Sievers. Hij trad toe tot diens waterbouwkundige staf en gaf vorm aan de ambitieuze plannen om de noord-zuidverbindingen in Rusland te verbeteren. Dit leidde tot de openstelling van de Tichvinski-route in 1810 (920 km) en van de Mariinski-route in 1811 (1124 km).
In 1810 was De Wollant benoemd in de rang van ingenieur-generaal en twee jaar later werd hij adjunct directeur-generaal van het departement van Verkeer en Waterstaat (‘Dienst van Verbindingswegen’). Ook trad hij toe tot de Raad van Ministers. Hij voorkam dat Sint-Petersburg geïsoleerd zou raken tijdens de Veldtocht van Napoleon naar Rusland en plande daarna de infrastructurele wederopbouw. Hij overleed in 1818 aan zijn werktafel.

## Familie
Uit zijn huwelijk met Maria Elisabeth de Witte, de dochter van zijn landgenoot Jacob Eduard de Witte, had De Wollant twee zoons:
- Henry Eduard de Wollant (1806-1816)
- Alexander de Wollant (1808)

## Memoires
De Wollant liet Franse memoires na, die in 1999 zijn uitgegeven in een Russische en een Engelse vertaling:
- F. de Wollant, Précis de mes services en Russie, 1787-1811, Sint-Petersburg, 1811 (Saint Petersburg State University of Water Communications, ms. A.VII.32)